# Łużasna
Łużasna (biał. Лу́жасна, ros. Лужесно) – wieś na Białorusi w rejonie witebskim obwodu witebskiego. Wchodzi w skład sielsowietu Mazaława. Znajduje się 12 km od Witebska, 2 km od stacji kolejowej Łużasna, u zbiegu rzek Łużaśnianki i Dźwiny.

## Historia
Zabytki archeologiczne w pobliżu wsi (grodzisko i osada) wskazują, że obszar ten był zamieszkiwany w starożytności. Od XV do XVI wieku wieś leży w granicach Wielkiego Księstwa Litewskiego. W 1530 r. wieś była siedzibą wołostu, należała do ziemianina województwa witebskiego Maładzienia. Przed Wielką Wojną Północną w Łużasnej znajdowała się cerkiew św. Mikołaja i dwór właściciela. We wsi mieszkało 100 osób, w tym 20 flisaków i 15 cieśli okrętowych. Podczas wojny na skutek przemarszów i postojów wojsk oraz epidemii wieś została spustoszona. Według relacji świadka ocalał jeden mieszkaniec, a naokoło znajdowały się jedynie mogiły i zarośnięte chwastami ślady dawnych domów.
W 1717 roku Łużasna była królewszczyzną, w której mieszkało 30 gospodarzy. Płacili 150 zł czynszu, ponadto dając właścicielowi 90 salonków zboża, 10 pudów miodu, urzędnicy – 24 salonki zboża. W miejscowości znajdowała się karczma. W 1740 r. działał tutaj młyn.
Po I rozbiorze Rzeczypospolitej Łużasna znalazła się w granicach Imperium Rosyjskiego. W 1815 r. wybudowano murowaną cerkiew Podwyższenia Krzyża Pańskiego. W 1834 r. we wsi było 374 dusz rewizyjnych. W 1846 roku majątek, w skład którego wchodziło 17 wsi, był własnością kawalera ziemianina majora Mikołaja Jenki, miał 696 chłopów i 3188 dziesięcin ziemi. Chłopi posiadali 1187 dziesięcin ziemi. We wsi znajdował się magazyn zbożowy. Co roku 14 września odbywały się tu targi. W 1863 r. w młynie pracowało 10 robotników, produkowano mąkę za 27 tysięcy rubli.
W 1900 r. przy istniejącej od 1863 r. szkole parafialnej otwarto internat dla 30 osób. W 1903 roku w Łużasnej był wiatrak. W 1905 r. majątek (1 dwór, 7 mieszkańców) należał do Witebskiego Towarzystwa Rolniczego, które posiadało 13 dziesięcin ziemi. Zaścianek (3 dwory, 9 mieszkańców) miał 39 dziesięcin ziemi. Cmentarz (3 dwory, 9 mieszkańców) należał do cerkwi, która miała 38 dziesięcin ziemi. W 1909 r. w Łużasnej otwarto szkołę rolniczą.
W 1920 r. w majątku zorganizowano rolniczy artel, w 1922 r. sowchoz „Łużasna”. Działała kuźnia i warsztat stolarski. Od 20 sierpnia 1924 r. wieś była w sielsowiecie Borowlany rejonu łoświdzkiego, od 29 października 1924 r. – kuźniacowskiego, od 26 marca 1927 r. – rejonu i okręgu witebskiego, od 20 lutego 1938 r. – rejonu i obwodu witebskiego. W 1928 r. przy krosnach pracowało dwóch pracowników.
Od lipca 1941 r. do czerwca 1944 r. wieś była pod okupacją niemiecką. Zamordowano tu wówczas setki jeńców wojennych, partyzantów i cywili. 12 mieszkańców zginęło na froncie, a 3 w oddziałach partyzanckich. Po wojnie wieś została odbudowana. 20 grudnia 1960 r. wieś weszła w skład sielsowietu Mazaława, stając się siedzibą gospodarstwa dydaktyczno-naukowego „Łużasna”. 14 lipca 1967 r. do obszaru wsi przyłączono wytwórnię betonu i asfaltu.

## Uroczysko Ciepły Las
W lesie znajdującym się w pobliżu wsi, przy drodze R115 w latach 1931–1940 NKWD dokonywało rozstrzeliwań i pochówków. Jednym ze świadków tych zdarzeń był były profesor Witebskiej Akademii Weterynaryjnej Giennadij Sakałou. W 2015 r. w miejscu egzekucji aktywiści ustawili krzyż upamiętniający ofiary stalinowskich represji. Jest to jedno z trzech ustalonych miejsc w okolicach Witebska, gdzie dokonywano egzekucji w okresie Wielkiego Terroru, obok uroczyska we wsi Chajsy i uroczyska we wsi Palai.

## Zabytki
- Cerkiew Zaśnięcia NMP (1908)

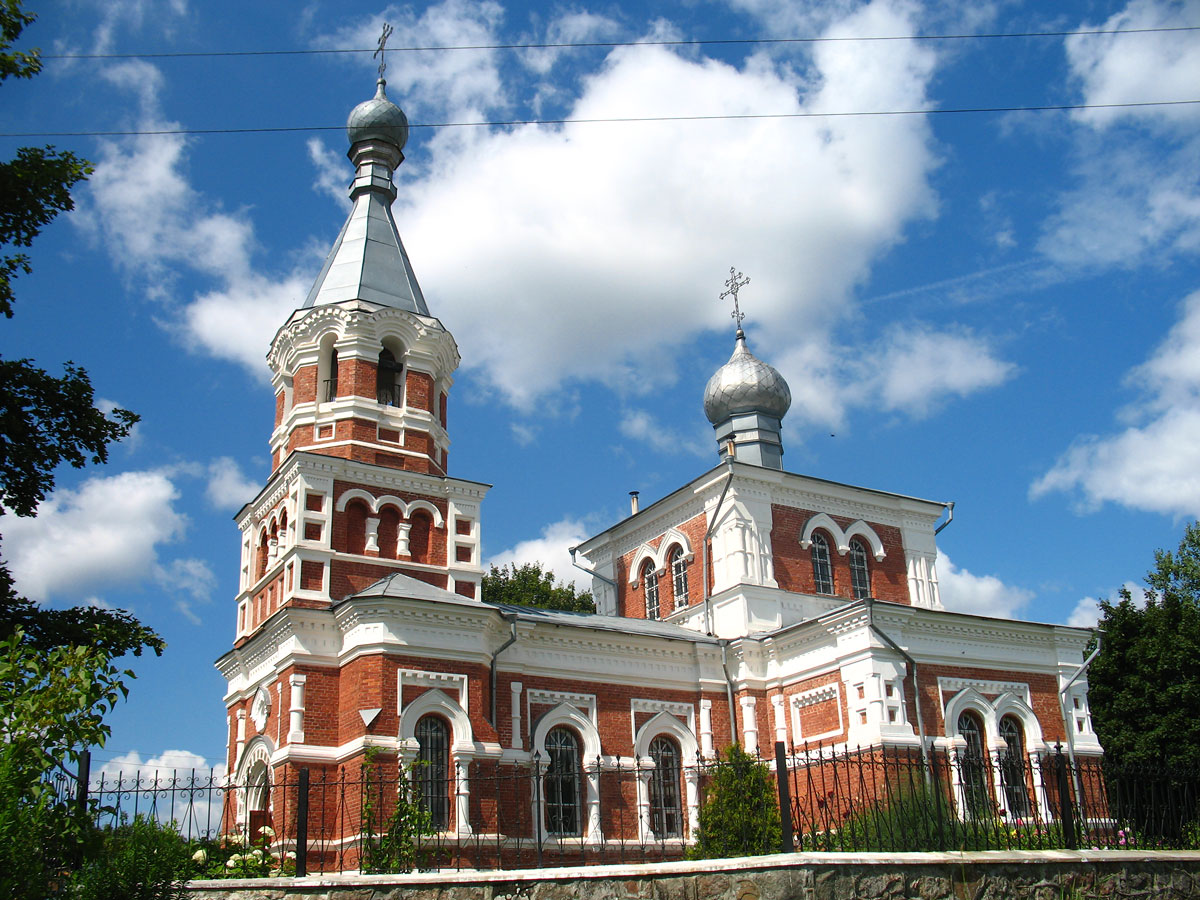
Cerkiew

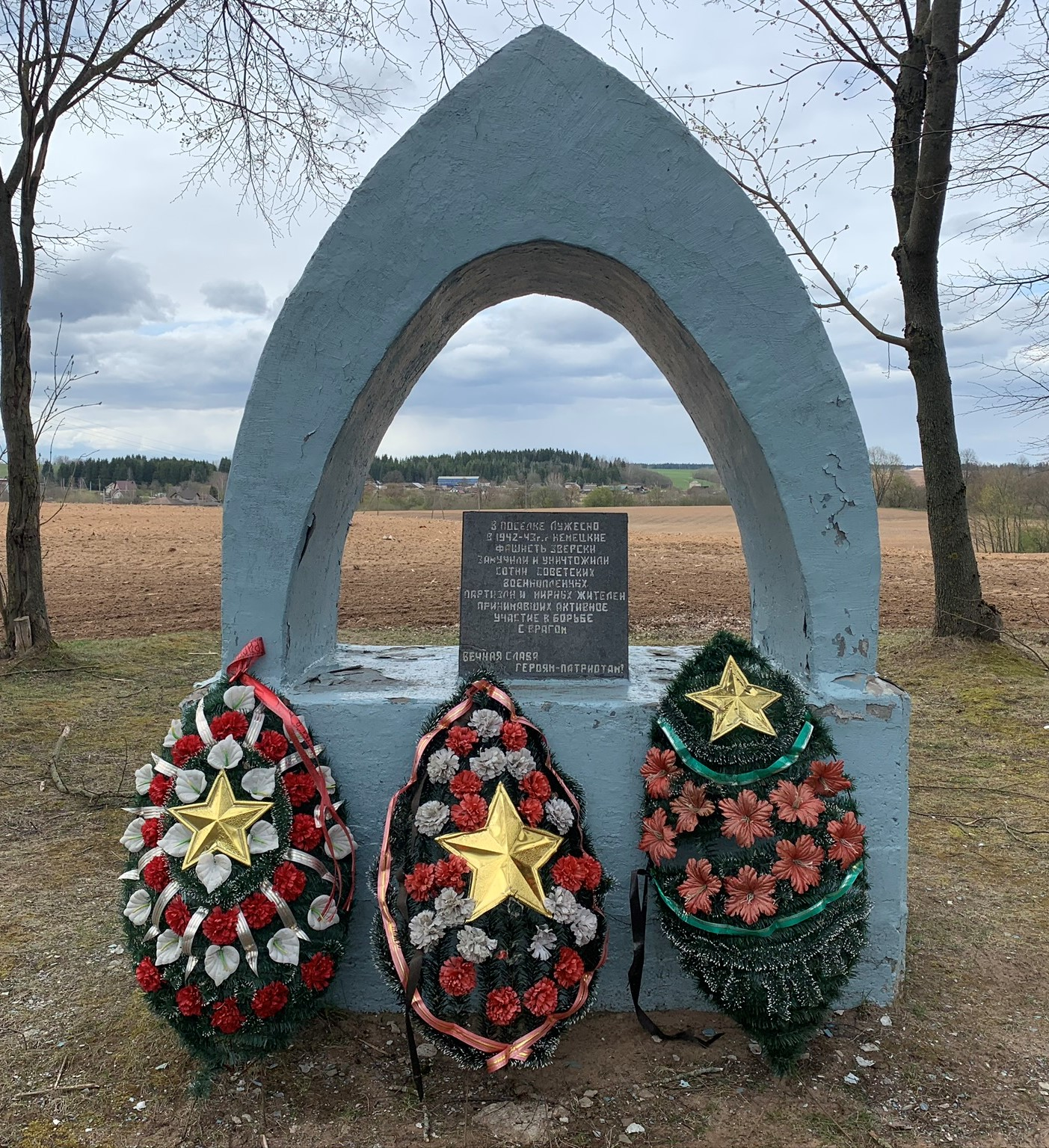
Tablica pamiątkowa w miejscu zamordowania mieszkańców wsi podczas okupacji niemieckiej

- Budynek dawnej cerkwi Podwyższenia Krzyża Świętego (1815)
- Budynek szkoły rolniczej wraz z oficyną. Zbudowany w drugiej połowie XIX wieku w stylu „modern”, przebudowany w latach 1905–1909
- Cmentarz dawnej wsi Słobódka (pierwotnie staroobrzędowców)
- Arboretum. Założone w 1974 roku z okazji 30. rocznicy wyzwolenia BSRR spod okupacji niemieckiej
- Grodzisko –
- Osada –
- Tablica pamiątkowa w miejscu zamordowania mieszkańców wsi. Ustawiony w 1972 roku na północno-wschodnich obrzeżach Łużasnej

## Instytucje oświatowe
- Witebska Szkoła Kadetów

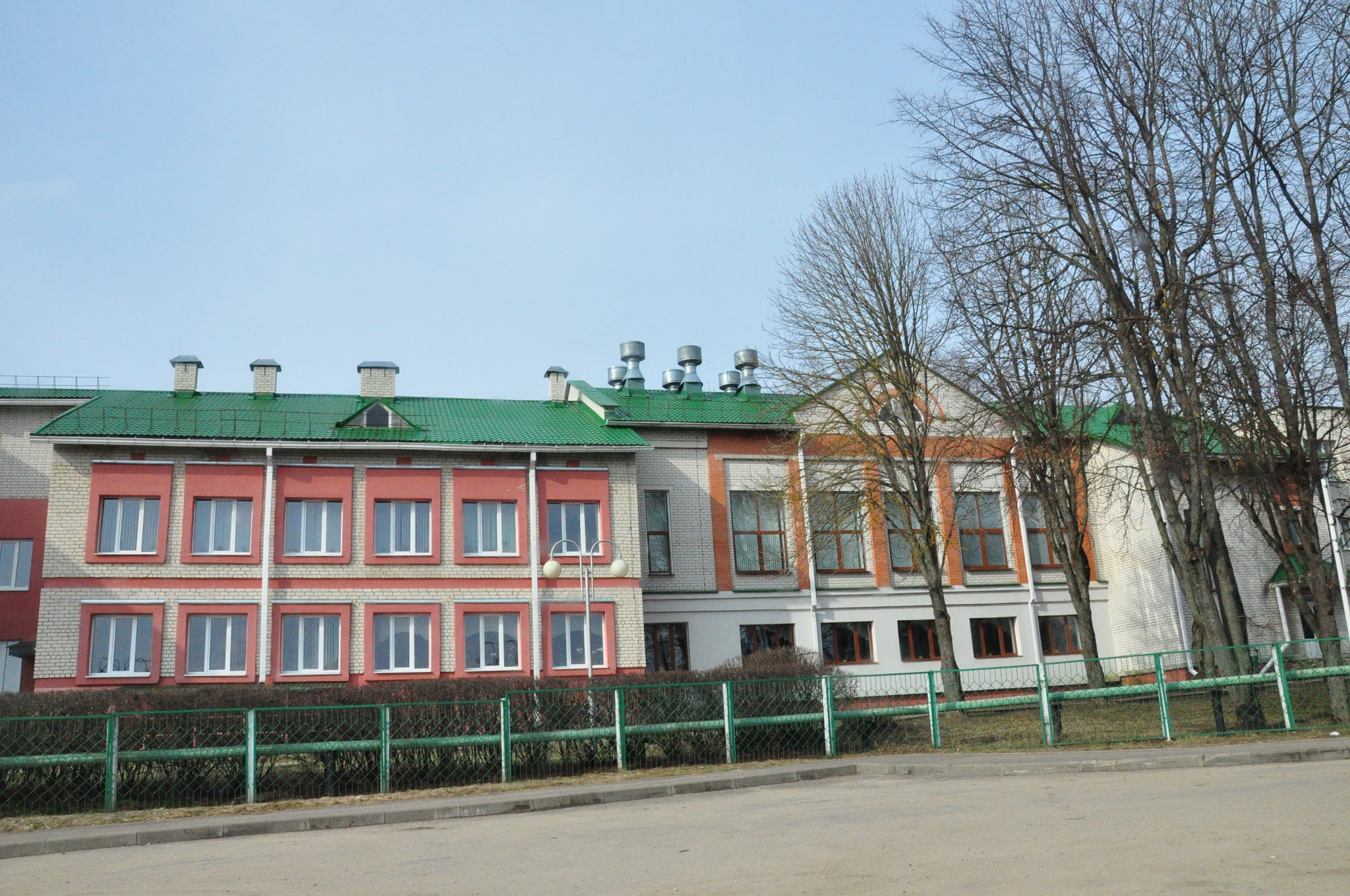
Szkoła wojskowa

- Koledż Rolniczy „Witebska Państwowa Akademia Weterynaryjna” (Łużańska Państwowa Szkoła Rolnicza im. F. A. Surhanaua)
- Łużańska Państwowa Średnia Szkoła Ogólnokształcąca